# Cyril V. Jackson
Cyril V. Jackson (5 de diciembre de 1903 – febrero de 1988) fue un astrónomo sudafricano nacido en Yorkshire, Inglaterra que vivió en Sudáfrica desde 1911.
Trabajó en el Observatorio Union de Johannesburgo entre 1928 y 1947. Llegó a ser director del Observatorio Sur Yale-Columbia de Johannesburgo, que fue fundado por la Universidad de Yale en 1920. Tras el cierre del observatorio en 1951 debido a la polución luminosa de la cercana Johannesburgo, Jackson supervisó el traslado del telescopio principal del mismo al Observatorio de Mount Stromlo, en Australia. Tras la reapertura del Observatorio Sur Yale-Columbia en el Observatorio El Leoncito, actual Observatorio Félix Aguilar, en Argentina, llevó su dirección desde 1963 hasta su jubilación en 1966.
Descubrió 72 asteroides y algunos cometas como 47P/Ashbrook-Jackson o 58P/Jackson-Neujmin